# Turnier

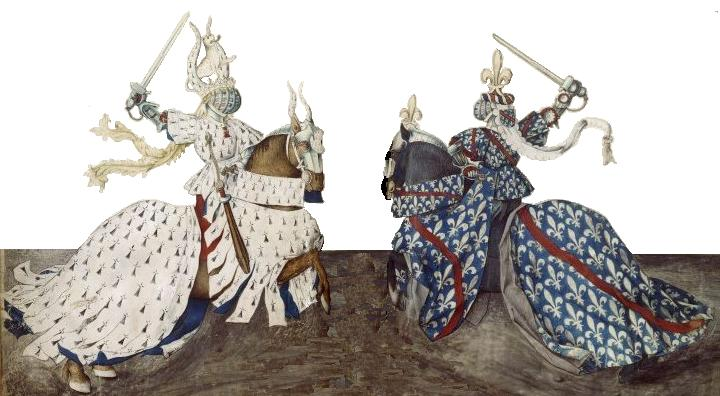
Zweikampf während eines Kolbenturniers

Bei einem Turnier (von mittelhochdeutsch turnier „Kampfspiel“ und turnieren das Pferd „tummeln, wenden, drehend bewegen“) traten im Mittelalter mehrere Einzelpersonen oder Gruppen in einem Wettkampf gegeneinander an. Der heutige Begriff Turnier für sportliche Wettkämpfe leitet sich davon ab.

## Historische Turniere

Ritterturnier in München vor Albrecht IV. von Bayern im Jahr 1500

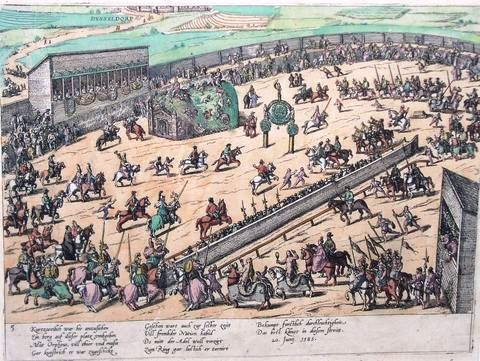
Festliches Ringrennen bei der Hochzeit Johann Wilhelms von Jülich-Kleve-Berg mit Jakobe von Baden-Baden am 18. Juni 1585 in Düsseldorf-Pempelfort

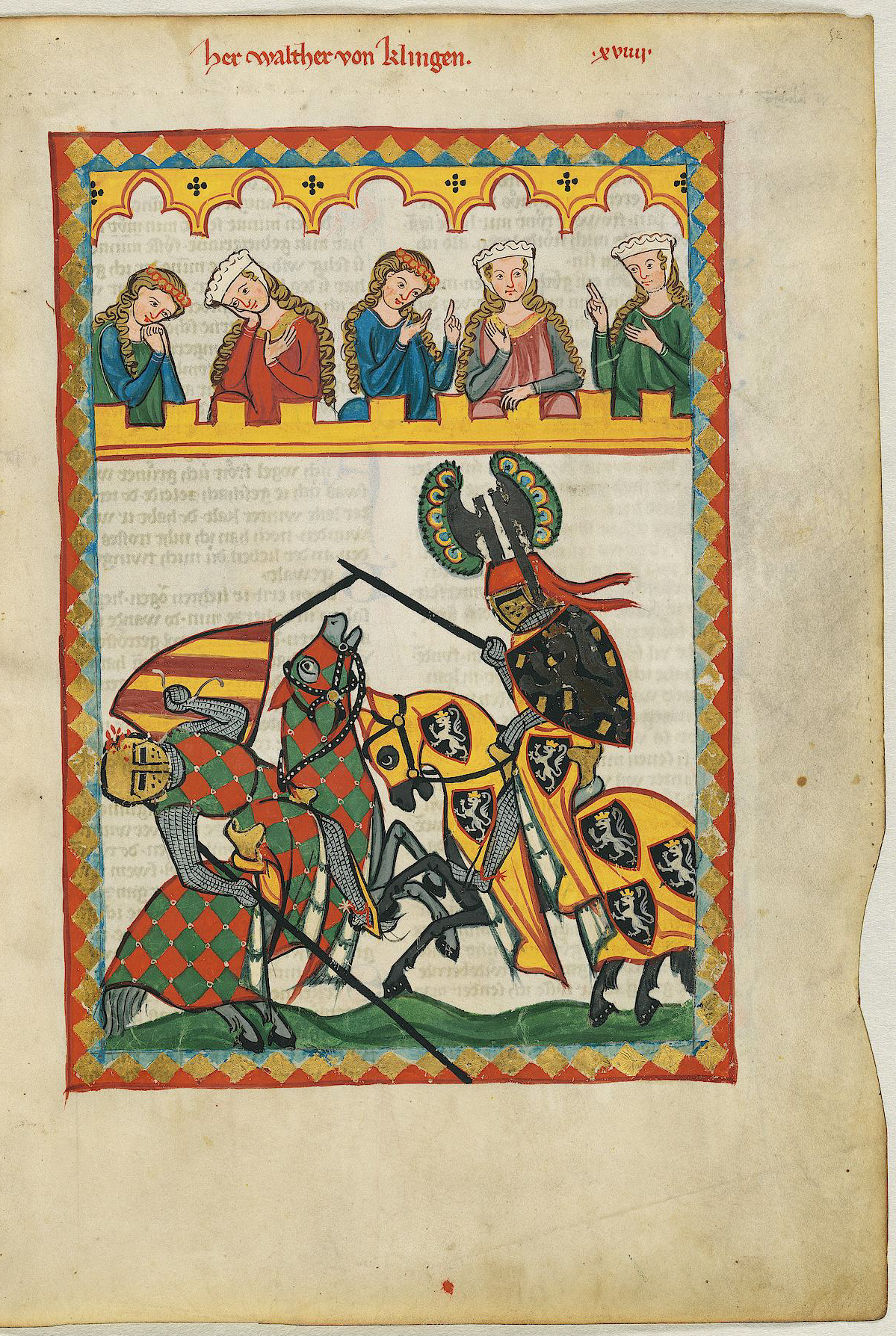
Walther von Klingen im Turnier

Als Turnier bezeichnet man unter anderem ein ritterliches Kampfspiel. Die niedergeschriebenen Regeln nannte man Cartell.
Es gab Einzelkämpfe in verschiedenen Sparten, wie Schwertkampf und Lanzenstechen (Tjost), aber auch Massengefechte (Buhurt) mit stumpfen Waffen. Das mittelalterliche Turnier entwickelte sich aus den Kampfübungen der Krieger und verkam in späterer Zeit zu einer reinen Schau für das Volk. Frühe spätmittelalterliche Genealogen und Autoren wie Georg Rüxner griffen in ihrem Vorhaben, adligen Familien eine möglichst weit zurückreichende Ahnenliste zu verschaffen, auf oftmals fiktive Teilnehmerverzeichnisse von Turnieren zurück. Im Laufe des 12. Jahrhunderts wurde das Turnier zum Großereignis, da neben Rittern auch Musikanten, Tierbändiger und Gaukler auftraten. Der Veranstalter konnte hier seinen Reichtum vorführen. Das erste Ritterturnier auf deutschem Boden wurde 1127 in der Stadt Würzburg ausgetragen.
Ritterturniere werden heute auf Mittelalterveranstaltungen von Stuntmen vor Publikum nachgespielt. Siehe auch Reenactment.

## Adliges Turnier
Ursprünglicher Träger der Turniere war die Ritterschaft als zentrale Erscheinungsform der mittelalterlichen Sozialordnung. Die Ritterschaft entstand im Zuge der Auseinandersetzungen um das zerfallende Reich der Karolinger im 9. und 10. Jahrhundert als militärische Antwort auf die fortschrittliche Reitertaktik von Normannen, Magyaren und Sarazenen. Sie bildete alles in allem eine schnell bewegliche (mithin berittene), fortschrittlich gerüstete (gepanzerte) und insbesondere auf das Kriegshandwerk spezialisierte Gruppe, in der sich rasch ein eigenes Standesbewusstsein mit genau definierter Standeskultur und ständischen Ritualen herausbildete. Dieses Bewusstsein entfaltete aufgrund seiner sowohl dichten und professionellen Struktur als auch durch seine symbolisch-kulturellen und sittlichen Muster zunehmend auch Wirkung auf den gesamten Adel (Hoher Adel, Edelfreie und Ministerialen).
Voraussetzung für die militärische Schlagkraft dieser Gruppe war die militärische Übung; Grundlage für die Erhaltung der Kampfkraft der Panzerreiter war das ständige Training verbunden mit der Formulierung eines feststehenden Kanons von Übungen bestimmter Angriffs- und Abwehrfiguren. Den Rahmen dieser Übungen oder „Manöver“ bildete das Turnier. Entsprang das Turnier somit ursprünglich einer militärischen Notwendigkeit, so entwickelte es sich allmählich als ein freies, ritterliches Kampfspiel zum Kern- und Höhepunkt ritterlicher bzw. adliger Kultur schlechthin. In Folge des intensiven Trainings für solche Turniere gab es schon bald Lehrmeister, die die Kampfkünste vermittelten und Turnierprofis, die von Turnier zu Turnier zogen und ein erhebliches Einkommen erzielen konnten. Der wohl erfolgreichste aller Zeiten war William Marshal, 1. Earl of Pembroke, der die Hochkonjunktur der Turniere nutzte und nicht nur Lösegeld für ca. 500 Ritter erwarb, sondern auch durch Ländereien in seinem Adelrang aufstieg.
Unter Bezug auf die militärische Wirklichkeit bildeten sich verschiedene Turnierarten heraus, die den militärischen Operationen auf dem Schlachtfeld entsprachen. Zunächst einmal gab es den sogenannten Buhurt, ein Massenturnier, bei dem in hohem Tempo zwei Haufen gegeneinandersprengten und einander aus dem Sattel stoßen mussten. War dies ursprünglich die am weitesten verbreitete Turnierform, sorgte die aus ökonomischen Gründen erfolgende zunehmende Verlagerung der Festlichkeiten in die Städte des Spätmittelalters dafür, dass in der Folge der sogenannte Tjost, ein Zweikampf gut trainierter Panzerreiter, die in hartem Galopp aufeinanderprallten, einander mit stumpfer Lanze aus dem Sattel stechen und häufig noch ein Schwertduell liefern mussten, in den Vordergrund trat. Der Tjost ließ sich nämlich besser auf den Plätzen der spätmittelalterlichen Städte durchführen als der raumgreifende Buhurt. Die Ankündigung der Turniergegner oblag dem Herold. 
Im 15. und frühen 16. Jahrhundert erlebten die Turnierformen des Welschen Gestechs und des Rennens eine streng formalisierte Hochblüte, mit welcher auch das Zeitalter der Turniere vorüberging. 
Entscheidend ist, dass die Teilnahme am Turnier von Beginn an nur adligen Rittern und Ritterbürtigen vorbehalten war. Jeder Turnierteilnehmer musste sich einer Wappenprobe durch den spielleitenden Herold unterziehen. Diese ursprüngliche Exklusivität machte das Turnier in Verbindung mit seiner Funktion als höchster Ausdruck ritterlicher bzw. adliger, insbesondere landsässig-adliger Lebenswelt und -kultur zu einer idealen Repräsentationsform des Adels, gerade und auch unter Abgrenzungsgesichtspunkten zu anderen gesellschaftlichen Gruppen.
Institutionalisiert findet man dies insbesondere in den Turniergesellschaften des süddeutschen Raumes im Spätmittelalter: Die Ehre der Turniergesellschaften verlangte rechtmäßiges Verhalten der Mitglieder im Alltag. Turnierordnungen dienten dem festlichen Gepränge des Hofes, des Turniers; sie wiesen aber auch immer wieder vom Fest zurück auf das alltägliche Dasein des Adels und seine Verpflichtungen in der Welt. Die deutschen Turniergesellschaften waren daher alles andere als die Flucht in eine Scheinwelt vergangener ritterlicher Hochkultur.

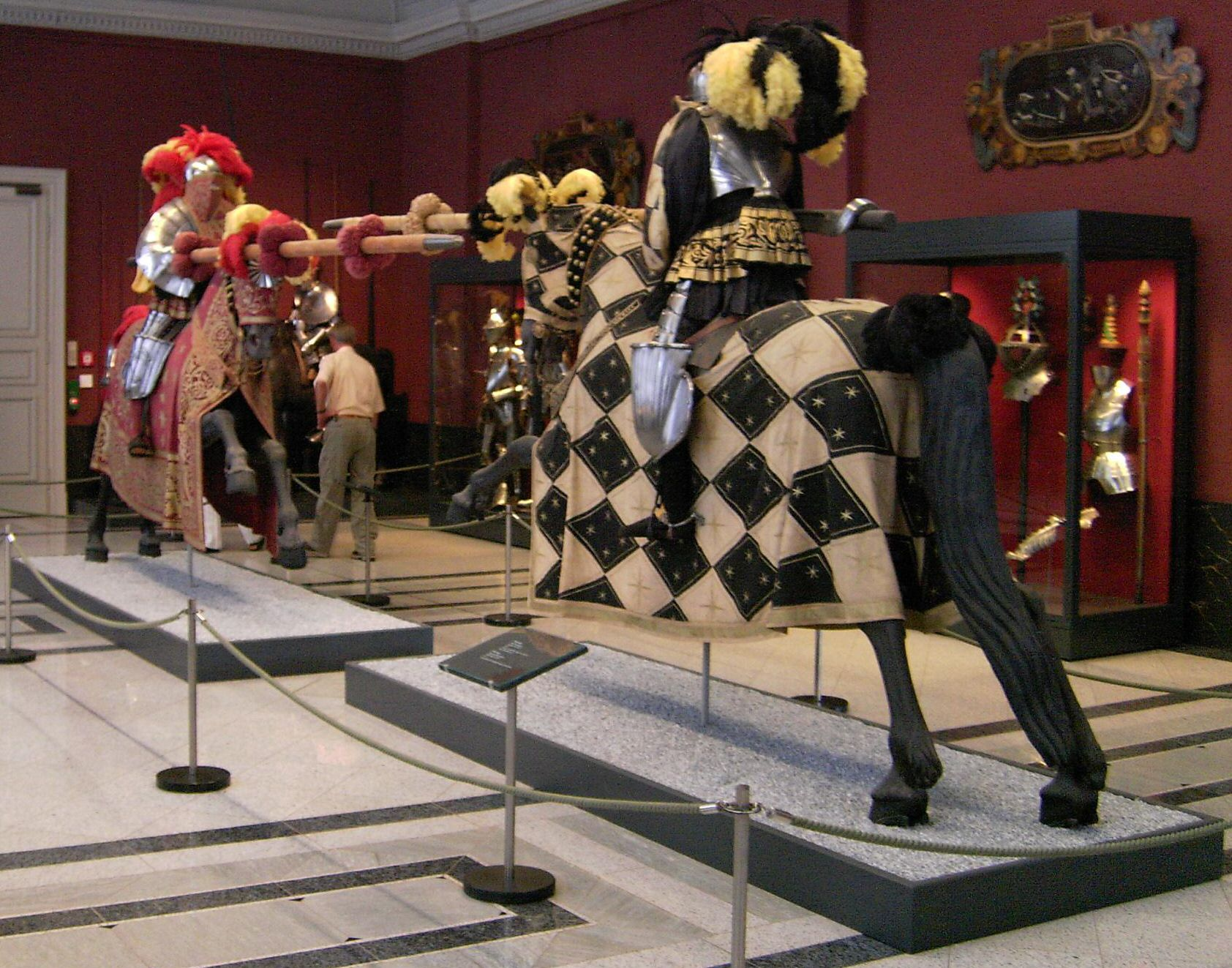
Turnierwaffen in der Rüstkammer (Dresden)

Austragungsort oder besser Spielfeld dieser adligen Repräsentation war ursprünglich der Innenhof der Kernburg oder der Zwinger, sofern diese genug Platz boten, oder eine Wiese nahe der Burg. Der Adel verlegte die ritterlichen Kampfspiele jedoch zunehmend in die unmittelbare Umgebung der Städte bzw. sogar in die Städte selbst, insbesondere wenn es sich um Residenzstädte der Reichsstände handelte. Auf deren Marktplätzen wurde der steinige Boden zum Schutz von Ross und Reiter bei Stürzen mit dicken Strohschütten belegt. Insofern diente die mittelalterliche Stadt als Bühne adligen Vergnügungs- und Standesspieles und die Bürger der Stadt bildeten das Publikum. Die zunehmende bürgerliche Adaption des Turniers als Festlichkeit der Führungsschichten wohlhabender Städte bewog den Adel, auch im Bereich des Turniers Abgrenzungsmaßnahmen vorzunehmen.
Der landsässige Adel reagierte damit auf die Entwicklung, dass sich reiche Bürger aufwendige Rüstungen leisteten und selbst Wappen zulegten. Denn schließlich veranstalteten auch die bürgerlichen Patrizier, insbesondere der Freien und Reichsstädte, Turniere, die Gesellenstechen genannt wurden; für ritterliche Turniere galten sie als „nicht turnierfähig“. Der Adel gründete in der Folge Adels- und Turniergesellschaften, deren Ziel es war, Bürgerliche von bestimmten Bereichen der adligen Lebenswelt auszuschließen. Innerhalb der Turniergesellschaften wurden Turnierordnungen – etwa das Würzburger Turnierregister von 1479 oder die Heilbronner Turnierordnung von 1485 – formuliert, die all jene als nicht turnierfähig ausschlossen, die Handel trieben, womit in erster Linie das städtische Patriziat gemeint war. Doch suchten diese Vorschriften auch die eigenen Standesmitglieder über den Turnierehrenkodex zu ständischer Selbstvergewisserung anzuhalten, wenn sie etwa unter die unehrlichen, vom Turnier ausschließenden Verhaltensweisen Fälle einordneten, bei denen Adlige unter ihrem Stande heirateten oder als Kaufleute Handel trieben:
„Item alle die sich aus dem adel beweiben, mit denen mag man turnieren und straffen wer will. Item alle die von adel kaufschläge oder händel treiben oder mit ihnen legen als ander gemein kaufleut ungefährlich, die soll man straffen“.

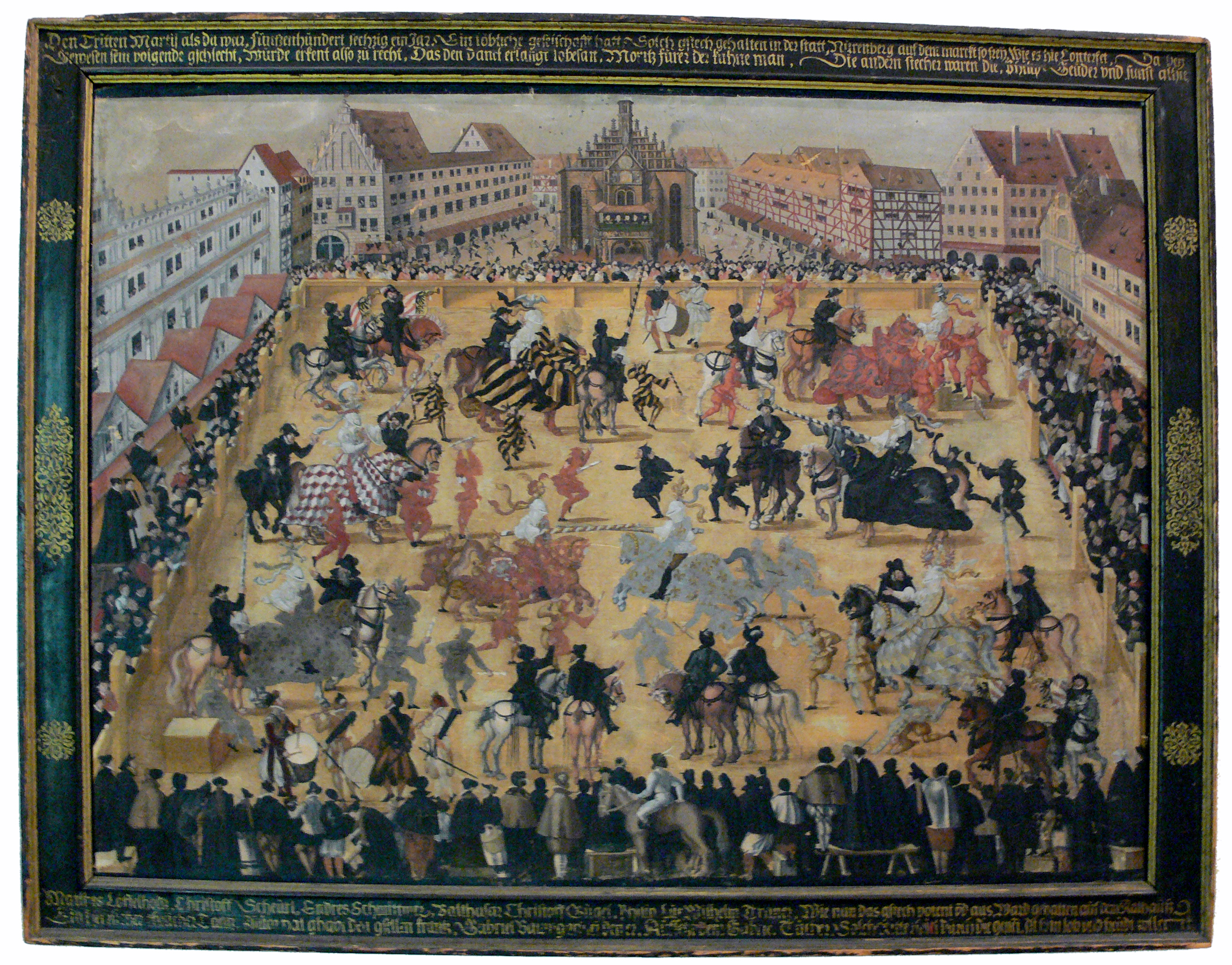
Jost Amman: Gesellen-Stechen der Patriziersöhne in Nürnberg, 1561

International setzten sich die nord-italienischen Turnierregeln durch, die vor allem die Punktewertungen vereinheitlichten, die regelten, an welchen Stellen man den Gegner treffen sollte, um den Kampf für sich zu entscheiden, falls niemand aus dem Sattel gehoben wurde. Die Turnierregeln sind ein frühes Beispiel für moderne Quantifizierung im Sport. Doch auch am Beispiel des Turniers wird die Ambivalenz adligen Verhaltens, die Parallelität von zunehmender Abgrenzungssystematik und fortschreitender Hinwendung zur Stadt und ihren Bürgern deutlich. Turniere werden vom landsässigen Adel aus Kostengründen und zu Zwecken der eigenen Repräsentation zunehmend in die mittelalterlichen Städte verlagert. Am Ende dieser Entwicklung im 16. Jahrhundert stand, dass – mit deutlicher Konzentration auf den oberdeutschen und österreichischen Raum – alleiniger Schauplatz von Turnieren die Residenzstädte, u. a. Innsbruck, Wien, München, Heidelberg und Dresden, waren.
Der Grund für die Verlegung in die Städte war, dass die Kosten des Turniers stiegen und die mittelalterliche Stadt als Veranstalter und Kostenträger zunehmend auch vom landsässigen Adel geschätzt wurde. Zudem bot die Stadt die wesentlich bessere Infrastruktur für ein Turnier, war doch längst nicht mehr jeder Adlige in der Lage, auf seinen Landsitzen eigene Handwerker der Rüstkunst, die Plattner, vorzuhalten. Mit der Verselbständigung ihres spielerischen und repräsentativen Charakters wurden die Turniere in den Städten mehr und mehr zu einer Angelegenheit der finanziell leistungsfähigen Oberschicht des Adels. Allein schon die von Spezialwerkstätten gefertigten Turnierharnische kosteten ein Vermögen – ganz abgesehen davon, dass Prunkharnisch- und Turnierwerkzeugmacher letzten Endes nur noch in den großen Städten zu finden waren.
Im Laufe des 16. Jahrhunderts wurden die großen Ritterturniere schließlich eingestellt; zuerst in Frankreich im Jahre 1559, nachdem am 30. Juni 1559 der französische König Heinrich II. bei einem Turnier zu Tode gekommen war. In Deutschland wurden Turniere noch einige Jahrzehnte weiter geführt. Turniere sind z. B. anlässlich der Hochzeit Herzog Wilhelms V. mit Renata von Lothringen im Jahre 1568 und der Hochzeit Karls II. Franz von Innerösterreich mit Prinzessin Maria Anna von Bayern im Jahre 1571 belegt. Weitere Turniere im Rahmen von Hoffesten in München sind 1603 und 1613 bezeugt. Nach dem Dreißigjährigen Krieg entfernten sich die Turnierdarbietungen, jetzt Bestandteil der höfischen Feste, noch stärker von den ursprünglichen Kampf- und Kriegsübungen.

## Bezugnahme heute
Die Internationale Golden Roof Challenge – mit Stabhochspringen – vor dem Goldenen Dachl in Innsbruck, stellt einen Ritter in Form einer Ritterrüstung samt langer Turnierstange als Maskottchen auf, da auf dem Platz im Mittelalter Turniere ausgefochten wurden.
Tallbike-Jousting ist Teil moderner Fahrradkultur. Zwei Radfahrer auf Zweirädern, besonders herausfordernd sind Tallbikes mit hochliegendem Sattel, fahren einhändig und halten in der freien Hand eine lange, leichte Stange, die an einem Ende gepolstert ist. Auf durch eine Linie getrennte Bahnen auf ebener Wiese fahren sie knapp aneinander vorbei und versuchen sich wechselweise durch einen Stoß mit der Stange umzustoßen.

## Moderne Turniere
1912 hielt der Begriff Turnier als Bezeichnung für einen Wettkampf im Pferdesport (Reitturnier, Fahrturnier, Springturnier etc.) in den deutschen Sprachgebrauch Einzug. In diesem Jahr hatte die Zeitschrift St. Georg die Leser aufgefordert, ein deutsches Wort für das international übliche Concours Hippique zu finden. Turnier und Reit- und Fahrschau wurden gleich oft vorgeschlagen, eine Jury entschied sich für ersteres, in Anlehnung an das historische Ritterturnier, das auch mit Pferden ausgetragen wurde.
Ziel eines Turniers ist es, den besten Spieler, den besten Sportler oder die beste Mannschaft zu ermitteln.
Es gibt die unterschiedlichsten Turnierformen. Am bekanntesten und öffentlichkeitswirksamsten sind heute Sport- und Spieleturniere, bei denen Menschen in sportlichen und spielerischen Disziplinen gegeneinander antreten, z. B. Fußball- oder Schachturniere.
Aber auch in weniger bekannten Disziplinen gibt es Turniere; so veranstalten beispielsweise Debattierclubs Turniere im Debattieren.
Dabei müssen die Teilnehmer nicht unbedingt auf direktem Weg ihre Fähigkeiten miteinander messen. Bei Roboterturnieren treten Roboter als direkte Gegner in verschiedenen Disziplinen, von Labyrinth-Rennen bis Roboterfußball, gegeneinander an, wodurch die Fähigkeiten der Entwickler indirekt miteinander verglichen werden. Im rein virtuellen Software-Bereich gibt es ähnliche Turniere; ein klassisches Beispiel ist Krieg der Kerne, bei dem Programme in einem simulierten Computerspeicher um ihr „Überleben“ kämpfen.